# Robert Marchi
Pour les articles homonymes, voir Marchi.
Robert Marchi, as français de la Seconde Guerre mondiale, est né à Chalon-sur-Saône le 26 juillet 1919 et a trouvé la mort sur le terrain d'aviation de Toussus-le-Noble le 17 juillet 1946.

## Biographie
On a dit de lui que c’était un « virtuose », un « pilote éblouissant », un « pilote d’une rare habilité », capable d’avoir rentré son train d’atterrissage quelques instants après avoir décollé. Une certitude, Robert Marchi né à Chalon-sur-Saône le 26 juillet 1919 et enterré à Chagny était un as, au point que lorsqu’il revint à la vie civile, de nombreux constructeurs le sollicitèrent pour être pilote d’essais, sûrs qu’ils étaient de mettre leurs prototypes entre les mains d’un homme exceptionnel. 
Mais avant cette très brève carrière civile, celui qui s’était engagé dans l’Armée de l'air à dix-neuf ans, avait eu une carrière de pilote de chasse exceptionnelle, notamment au sein de la célèbre escadrille « Normandie-Niemen » où ses treize victoires homologuées lui donnaient l'un des très beaux palmarès de ce groupe d’élite.
Les premières années de guerre, c’est en Afrique du Nord qu’il les vécut. À Oran, ses qualités de pilote acrobatique furent très vite remarquées au point qu’il fut nommé en 1942 instructeur à Kasba-Tadla au Maroc où il éblouit collègues et élèves. En octobre 1943, il obtint ce qu’il souhaitait et partit pour la Prusse-Orientale rejoindre le groupe de chasse no 3 « Normandie ». Le 7 janvier 1944, il arriva à Toula où il fut affecté à la 1re escadrille et il y retrouva un autre Bourguignon : Jean Bertrand – dit « Muche » –, originaire de Nuits-Saint-Georges, avec lequel il allait faire équipe jusqu’au 26 octobre 1944. Ce jour-là, le lendemain du bombardement de la gare de Chalon-sur-Saône, Jean Bertrand perdit un morceau d’aile lors d’un piqué vertigineux et trouva la mort. Marchi resta le seul Bourguignon de cette escadrille, l'une des plus prestigieuses, qui se couvrit de gloire et de médailles au prix du sacrifice de la moitié de ses pilotes. Lorsque le général de Gaulle vint à Moscou rendre hommage au « Normandie », il décora lui-même le jeune aspirant Marchi de la médaille militaire.
Son premier avion, Marchi l’abattit le 16 octobre 1944. Il en abattit même trois ce jour-là : deux Junkers Ju 87 et un Focke-Wulf Fw 190. En une semaine, alors que se développait la grande offensive sur la Prusse-Orientale, il inscrivit six victoires à son palmarès. Au total, les sources les plus officielles le créditent de treize victoires sûres remportées entre le 16 octobre 1944 et le 12 avril 1945,.
Le 20 juin 1945, après une dernière exhibition, il s'en retourna à la vie civile qui lui promettait une belle carrière. Un an plus tard, le 17 juillet 1946, l’homme de toutes les acrobaties trouvait toutefois la mort lors d’un simple baptême de l’air à l’issue, semble-t-il, d’une imprudence du passager qui l’empêcha de redresser l’appareil qui alla s’écraser. « À coup sûr, dit le général Pierre Pouyade, ancien patron du « Normandie-Niemen » lors de ses obsèques, il serait devenu un grand champion de l’acrobatie aérienne... Sa virtuosité était incomparable. » De cette brillante et trop brève carrière, il reste une inscription sur la tombe familiale à Chagny. 
Le lieutenant Marchi totalisait 2 230 heures de vol et 107 missions de guerre. Son frère, déporté, était mort au camp de concentration de Dachau. 

## Palmarès
Voici le détail de ses treize victoires aériennes homologuées, toutes remportées sur Yakovlev Yak-3alors qu'il appartient au « Normandie » :
- 1re victoire : le 16 octobre 1944 contre un Junkers Ju 87 à Pillupönen (Prusse-Orientale)
- 2e : le 16 octobre 1944 contre un Junkers Ju 87 à Pillupönen (Prusse-Orientale)
- 3e : le 16 octobre 1944 contre un Focke-Wulf Fw 190 dans la région au sud-est de Stallupönen (Prusse-Orientale)
- 4e : le 16 octobre 1944 contre un Focke-Wulf Fw 190 à Stallupönen (Prusse-Orientale)
- 5e : le 17 octobre 1944 contre un Focke-Wulf Fw 190 au nord de Stallupönen (Prusse-Orientale)
- 6e : le 18 octobre 1944 contre un Hs 129 au sud de Stallupönen (Prusse-Orientale)
- 7e : 23 octobre 1944 contre un Messerschmitt Bf 109 à huit kilomètres au sud de Stallupönen (Prusse-Orientale)
- 8e : 30 décembre 1944 contre un Messerschmitt Bf 109 dans la région de Grosstrakinnen (Prusse-Orientale)
- 9e : 30 décembre 1944 contre un Messerschmitt Bf 109 dans la région de Grosstrakinnen (Prusse-Orientale)
- 10e : 17 janvier 1945 contre un Focke-Wulf Fw 190 au nord-est de Gumbinnen (Prusse-Orientale)
- 11e : 19 janvier 1945 contre un Focke-Wulf Fw 190 à dix kilomètres à l'ouest de Szillen (Prusse-Orientale)
- 12e : 9 février 1945 contre un Focke-Wulf Fw 190 dans la région de Pillau (Prusse-Orientale)
- 13e : 27 mars 1945 contre un Focke-Wulf Fw 190 dans la région de Pillau (Prusse-Orientale).

## Décorations et mémoire
- Chevalier de la Légion d'honneur[2]
- Médaille militaire
- Croix de guerre 1939-1945  10 palmes
- Ordre du Drapeau rouge
- Ordre de la guerre pour le Salut de la Patrie (URSS)
- Médaille pour la victoire (URSS)

## Sources, bibliographie